# Adhesieve tandheelkunde
Met adhesieve tandheelkunde bedoelt men de discipline van de tandheelkunde die gebruik maakt van restauraties die kleven aan de tand. Met kleven bedoelt men een verbinding maken tussen de tand en het product met behulp van een adhesief en gepaste behandeling van de te hechten oppervlakken. Deze adhesiefmaterialen kunnen een composiet, glasionomeercement of compomeer zijn.
Het voordeel van de adhesieve tandheelkunde is dat men geen ondersnijdingen of retentieplaatsen moet maken om deze materialen op zijn plaats te kunnen houden zoals bij de amalgamen. Er hoeft dus minder tandweefsel opgeofferd te worden.

## Materialen
De adhesieve materialen hebben meestal de kleur van de tand. Hierbij komen naast kunststoffen, ook porselein, glaskeramiek en opgebakken metaal en zirkoonoxidestructuren tot toepassing.  

## Cementeren
Het kleven dient te gebeuren op een bijna of soms helemaal droog en een niet gecontamineerde oppervlakte. Het droog maken en houden maakt de behandeling soms moeilijk. Meestal wordt er om deze reden in de adhesieve tandheelkunde gebruikgemaakt van een rubberdam.
Als oppervlaktebehandeling van de tand wordt veelal verdund fosforzuur gebruikt. Glaskeramiek kan worden geëtst met een 4-6% fluorwaterstof gel, terwijl zirkoonoxide kan worden voorbereid door het hechtoppervlak te stralen met 50 micrometer aluminiumoxide bij een druk van 2 bar.

## Glazuurconditionering met fissuurverzegeling
Glazuurconditionering met fissuurverzegeling is erop gericht groeven in het glazuur af te dekken zodat suikers en bacteriën zich er niet meer kunnen ophopen. Deze techniek werd in 1955 ontwikkeld door Michael Buonocore. Hij behandelde het glazuur eerst met verdund fosforzuur om minuscule putjes te laten ontstaan, waarop een daarna aangebrachte beschermende laag kon hechten. Zijn werk werd de basis voor allerlei andere toepassingen, maar het sealen zoals vandaag de dag wordt toegepast op kindergebitten lijkt nog het meest op Buonocores eerste toepassing.